# Cratichneumon involutus
Cratichneumon involutus là một loài tò vò trong họ Ichneumonidae.